# Referto
Il referto, in diritto italiano, è l'atto col quale l'esercente una professione sanitaria riferisce all'autorità giudiziaria di avere prestato la propria assistenza od opera in casi che possono presentare i caratteri di un delitto perseguibile d'ufficio.
È un atto di natura puramente informativa, ma la cui presentazione è obbligatoria per legge, avente ad oggetto gli interventi professionali concernente delitti a perseguibilità d'ufficio. L'obbligo di accertare se il caso che ha richiesto l'intervento professionale possa rientrare in una fatti specie che presenti i caratteri di un delitto perseguibile d'ufficio spetta al clinico.
Il termine "referto" può anche indicare una relazione scritta redatta da un professionista sanitario che illustra o interpreta i risultati degli esami clinici o strumentali effettuati.

## Contenuto del referto
Il referto dovrà contenere:
- le generalità della persona assistita;
- il luogo in cui il medico ha prestato soccorso;
- le notizie che servono a stabilire le circostanze del fatto, i mezzi e gli effetti che ha causato o che può causare (bisogna essere certi dell'avvenuto fatto delittuoso, la denuncia non contiene dati biologici).

## Differenza tra referto e rapporto
La riforma del codice procedura penale ha abolito il rapporto ed esiste solo il referto.
Differente dal referto è rapporto, atto col quale il pubblico ufficiale o l'incaricato di pubblico servizio denuncia all'autorità giudiziaria un reato (delitto o contravvenzione) perseguibili d'ufficio, di cui abbia avuto notizia nell'esercizio o a causa delle sue funzioni o del servizio. Ad esso sono tenuti quindi tutti i sanitari con qualifica di pubblici ufficiali o incaricati di un pubblico servizio, è obbligatorio per tutti i reati ed è un atto che fa fede sino a prova contraria.

## Soggetti obbligati al referto
L'obbligo di referto è stabilito dall'art. 365 del codice penale. Riguarda specificamente il medico esercente attività da libero professionista (medici, psicologi, biologi, veterinari, ostetrica, infermiere, ecc.), ma anche il medico pubblico dipendente, nel momento in cui presta la sua assistenza privatamente, cioè quando abbiano effettuato una prestazione personale nei confronti di terzi quale l'assistenza, attività diagnostico-terapeutica, ovvero attività di tipo certificatorio.

### Sanzioni
L'art. 365 del codice penale italiano rubricato "Omissione del referto" dispone: "chiunque, avendo nell'esercizio di una professione sanitaria prestato la propria assistenza od opera in casi che possono presentare i caratteri di un delitto pel quale si debba procedere d'ufficio, ometta o ritarda di riferirne all'Autorità indicata nell'art. 361 è punito con la multa fino € 516.".

Il secondo comma dello stesso articolo tuttavia afferma che la disposizione non si applica quando il referto esporrebbe l'assistito ad un procedimento penale.
Il fatto che il medico, e in generale l'esercente una professione sanitaria, svolga la sua attività nell'ambito di istituzioni pubbliche non estingue il suo dovere, postulato dall'art. 32.1 Cost., di favorire l'accesso alle cure sanitarie pure a chi abbia qualche motivo per temere la giustizia penale.